# Луцій Кальпурній Пізон (претор)
Луцій Кальпурній Пізон (*Lucius Calpurnius Piso, бл.7 до н. е. — 25) — державний діяч часів ранньої Римської імперії.

## Життєпис
Походив зі знатного роду Кальпурніїв. Син Луція Кальпурнія Пізона, консула 1 року до н. е., та Статілії. Про початок кар'єри немає відомостей. 
У 24 році стає претором. У 25 році призначається легатом до провінції Тарраконська Іспанія, намісника якого Луція Аррунція затримано імператором Тиберієм у Римі. Пізон суворо стребував з мешканців Термесину, які привласнили громадські гроші, чим викликав сильну ненависть. Того ж року було вбито якимось терметинцем.